# Space Invaders (série de jeux vidéo)
Space Invaders (スペースインベーダー, Supēsu Inbēd) est une série japonaise de jeu vidéo du genre shoot them up produite par Taito. Cette série est initiée par Tomohiro Nishikado sur borne d'arcade en 1978 avec Space Invaders. Nishikado s'inspire de plusieurs médias populaires de l'époque pour créer son jeu tels que Breakout, La Guerre des mondes et Star Wars. Ce titre est l'un des principaux précurseurs des jeux vidéo modernes et il a contribué à élargir l'industrie vidéoludique au niveau mondial.
Taito adapte la version originale arcade de Space Invaders sur plusieurs consoles de jeux vidéo. Son immense succès pousse l'entreprise à réaliser de nombreuses suites et des spin-off. Les premières suites sortent d'abord sur borne d'arcade, puis elles sont adaptées sur d'autres supports. Au fil des épisodes, le gameplay évolue et se diversifie. La plupart des titres sont sortis dans le monde entier, mais certains restent exclusifs à certaines régions du globe. Les jeux ont reçu différents accueils. L'adaptation du premier épisode sur l'Atari 2600 permet de quadrupler les ventes de la plate-forme, tandis que son portage sur NES est un échec commercial. Les différents épisodes de Space Invaders sont régulièrement inclus dans les compilations de jeux vidéo par Taito.